# RAF Northolt
RAF Northolt – baza lotnicza Royal Air Force (RAF) w zachodnim Londynie, w gminie Hillingdon, położona kilka kilometrów na północ od portu lotniczego Heathrow. Swoją nazwę wzięła od pobliskiej dzielnicy Northolt. Jest to najdłużej nieprzerwanie używana baza lotnictwa wojskowego w Wielkiej Brytanii, a jednocześnie jedyna czynna baza lotnicza na terenie brytyjskiej stolicy.
Głównym użytkownikiem bazy jest stacjonująca w niej 32. (Królewska) Eskadra RAF (32 (Royal) Squadron), do której zadań należy przewóz członków brytyjskiego rządu oraz rodziny królewskiej. Lotnisko obsługuje także samoloty przewożące przedstawicieli innych państw oraz ruch cywilny. Przystosowane jest do obsługi samolotów dyspozycyjnych oraz śmigłowców.

## Historia
Lotnisko otwarte zostało w marcu 1915 roku, podczas I wojny światowej, a gotowość operacyjną osiągnęło w czerwcu tegoż roku. Pierwotnym jego użytkownikiem było Royal Flying Corps (Królewski Korpus Lotniczy), prekursor powstałego w 1918 roku Royal Air Force. Pierwszymi samolotami korzystającymi z bazy były dwupłaty B.E.2c, które patrolowały niebo nad Londynem, chroniąc miasto przed niemieckimi nalotami bombowymi.
Podczas II wojny światowej Northolt było jedną z głównych baz lotniczych broniących stolicy w trakcie bitwy o Anglię. Operowały z niej eskadry myśliwskie wyposażone w samoloty Hurricane i Spitfire. Wśród jednostek operujących z Northolt znajdowały się dywizjony Polskich Sił Powietrznych – 302, 303, 306 i 308. Spośród 30 poległych podczas wojny pilotów, którzy wystartowali z lotniska Northolt, 10 było Polakami.
W latach 1946–1954, w trakcie budowy portu lotniczego Heathrow, lotnisko w Northolt obsługiwało cywilne loty rozkładowe. Mieściła się tu wówczas siedziba linii lotniczych British European Airways (BEA); z lotniska korzystały także m.in. linie BOAC, Swissair, Iberia, Aer Lingus, SAS i Alitalia. W 1952 roku było to najbardziej ruchliwe lotnisko na terenie Europy, obsługujące 50 tys. przylotów i odlotów rocznie.

## Obecnie
Na terenie bazy stacjonuje 32. (Królewska) Eskadra RAF, dwie (600. i 601.) eskadry rezerwowe lotniczej służby pomocniczej (Royal Auxiliary Air Force), pułk reprezentacyjny King′s Colour Regiment, orkiestra sił powietrznych oraz kilka innych jednostek pomocniczych. Od 2008 roku swoją siedzibę ma tutaj także wojskowa służba pocztowa British Forces Post Office.
W 2022 roku na terenie bazy zatrudnionych było około 2000 osób personelu wojskowego i cywilnego. W 2009 roku lotnisko obsługiwało średnio 40 startów i lądowań dziennie, około połowę stanowiły loty cywilne.
W sąsiedztwie bazy lotniczej znajduje się Polish Air Force Memorial, pomnik upamiętniający polskich pilotów służących w Wielkiej Brytanii podczas II wojny światowej, odsłonięty w 1948 roku.